# كارول دنلوب
كارول دنلوب (بالإسبانية: Carol Dunlop)‏ هي مصورة أرجنتينية، ولدت في 2 أبريل 1946 في كوينسي في الولايات المتحدة، وتوفيت في 2 نوفمبر 1982 في باريس في فرنسا.